# Paramenyllus albolateralis
Paramenyllus albolateralis är en skalbaggsart som beskrevs av Stefan von Breuning 1938. Paramenyllus albolateralis ingår i släktet Paramenyllus och familjen långhorningar. Inga underarter finns listade i Catalogue of Life.